# La ragazza senza fissa dimora
La ragazza senza fissa dimora (Rue du Départ) è un film del 1986 diretto da Tony Gatlif.